# Associazione Sportiva Edera (Pola)
L'Associazione Sportiva Edera, nota semplicemente come Edera Pola, è stata una società calcistica italiana con sede a Pola, oggi in Croazia. Vanta due partecipazioni al campionato di Seconda Divisione (allora il secondo livello del calcio italiano) negli anni venti. Il club ha avuto vita breve tanto che è stato sciolto nel 1926 dal regime fascista (che chiuse d'ufficio tutte le squadre simpatizzanti del Partito Repubblicano Italiano come l'Edera di Trieste e di Macerata).

## Storia
L'Associazione Sportiva Edera è stata una squadra polese fondata nel 1907 quando Pola faceva ancora parte dell'Austria-Ungheria. Nel 1914, nel contesto della prima guerra mondiale (scoppiata in quello stesso anno), «venne sciolta una prima volta dalle autorità austroungariche per il suo carattere irredentistico». In seguito all'annessione della città e del resto dell'Istria all'Italia sancita dal Trattato di Rapallo del 1920, la società, la cui casacca era rossa, venne ricostituita e il 13 novembre 1921 inaugurò il nuovo campo di via Promontore (Prato Sette Moreri) con una partita contro l'Olympia di Fiume. Nella stagione 1921-1922, pur non avendone diritto, fu ammessa in Coppa Giulia, il massimo campionato di calcio della Venezia Giulia, in sostituzione della rinunciataria U.S. Polese. Il secondo posto al termine della stagione le valse la promozione in Seconda Divisione, allora il secondo livello del calcio italiano. Nella prima stagione tra i cadetti il club vinse il proprio girone, classificandosi poi terzo nel girone B delle semifinali. Al termine del campionato successivo tuttavia la società, rimasta invischiata nella lotta per non retrocedere, fu riconosciuta colpevole di tentato illecito sportivo, e penalizzata di tutti i 12 punti conseguiti sul campo con conseguente retrocessione all'ultimo posto in classifica, in quanto il presidente aveva tentato di vendersi l'ultima partita in cambio di soldi. Nel biennio successivo il club militò nella Terza Divisione Giuliana venendo poi sciolto nel 1926 dal regime fascista (che chiuse d'ufficio tutte le squadre simpatizzanti del Partito Repubblicano Italiano come l'Edera di Trieste e di Macerata); tutti i giocatori del club confluirono nel Grion Pola.
L'Edera fu rifondato nel marzo 1946, per volontà di alcuni dei dirigenti del vecchio club, dopo la caduta del regime fascista. All'epoca della rifondazione la seconda guerra mondiale era appena terminata e la città di Pola faceva parte della zona A di occupazione della Venezia Giulia, in attesa del trattato di pace tra l'Italia e le potenze alleate. L'Edera richiese di essere riconosciuta come erede del Grion, di fatto sciolto nel 1945 in quanto società dal carattere prettamente fascista, al fine di ottenere l'ammissione al campionato di Serie B. Altre due società concittadine, l'U.S. Operaia e l'A.S. Pola (successivamente ridenominata in U.S. Polese), tuttavia avanzarono la stessa richiesta e la FIGC decise di non ammettere nessuna delle tre pretendenti al campionato, anche perché il Grion non era mai stato ufficialmente sciolto e risultava ancora affiliato alla Federazione. L'Edera cessò poi la propria attività a causa della cessione di Pola e dell'Istria alla Jugoslavia sancita dal trattato di pace del 1947 e al conseguente esodo di gran parte della popolazione italofona. 